# Kamienica Karmelitów Bosych w Warszawie
Kamienica Karmelitów Bosych (zwana również kamienicą pokarmelicką) – kamienica znajdująca się w Warszawie przy ul. Bednarskiej 23. 
Jest budynkiem dwupiętrowym, wzniesionym w latach 1770–1771, według projektu Efraima Szregera.
W 1884 (według niektórych źródeł – po powstaniu styczniowym) do obiektu został dobudowany układ 3-piętrowych oficyn tworzących na działce dwa wewnętrzne dziedzińce. Cały zespół jest zachowany do dziś w stanie autentycznym, w czasie II wojny światowej nie uległ znaczącym zniszczeniom. W 1998 budynek główny wraz z oficynami, dziedzińcami oraz z obiektami stałymi mieszczącymi się w obrębie działki został wpisany do rejestru zabytków.

## Historia
Na terenie należącym do klasztoru Karmelitów Bosych w latach 1770–1773 wzniesiono, wzdłuż ulicy, kamienicę dwupiętrową, murowaną, prawdopodobnie według projektu Efraima Szregera. Kamienica ta przetrwała do dziś.
Wybudowana została jako kamienica czynszowa, z której zyski miały wspomagać utrzymanie klasztoru i kościoła.
W latach 1783–1786 w jej murach działała manufaktura sukiennicza i innych wyrobów wełnianych Abrahama Pappenguta. W 1885 r. po likwidacji klasztoru Karmelitów Bosych (represje caratu po powstaniu styczniowym) kamienicę zajęła Resursa Ruska. W 1887 (według innych źródeł – 1884) posesję przejęło Rosyjskie Towarzystwo Dobroczynności, wznosząc zespół zachowanych do dziś oficyn. W latach siedemdziesiątych XIX wieku istniał w budynku warsztat produkujący ramy złocone. W okresie międzywojennym umieszczono w kamienicy szkołę akuszersko-felczerską.

## Architektura

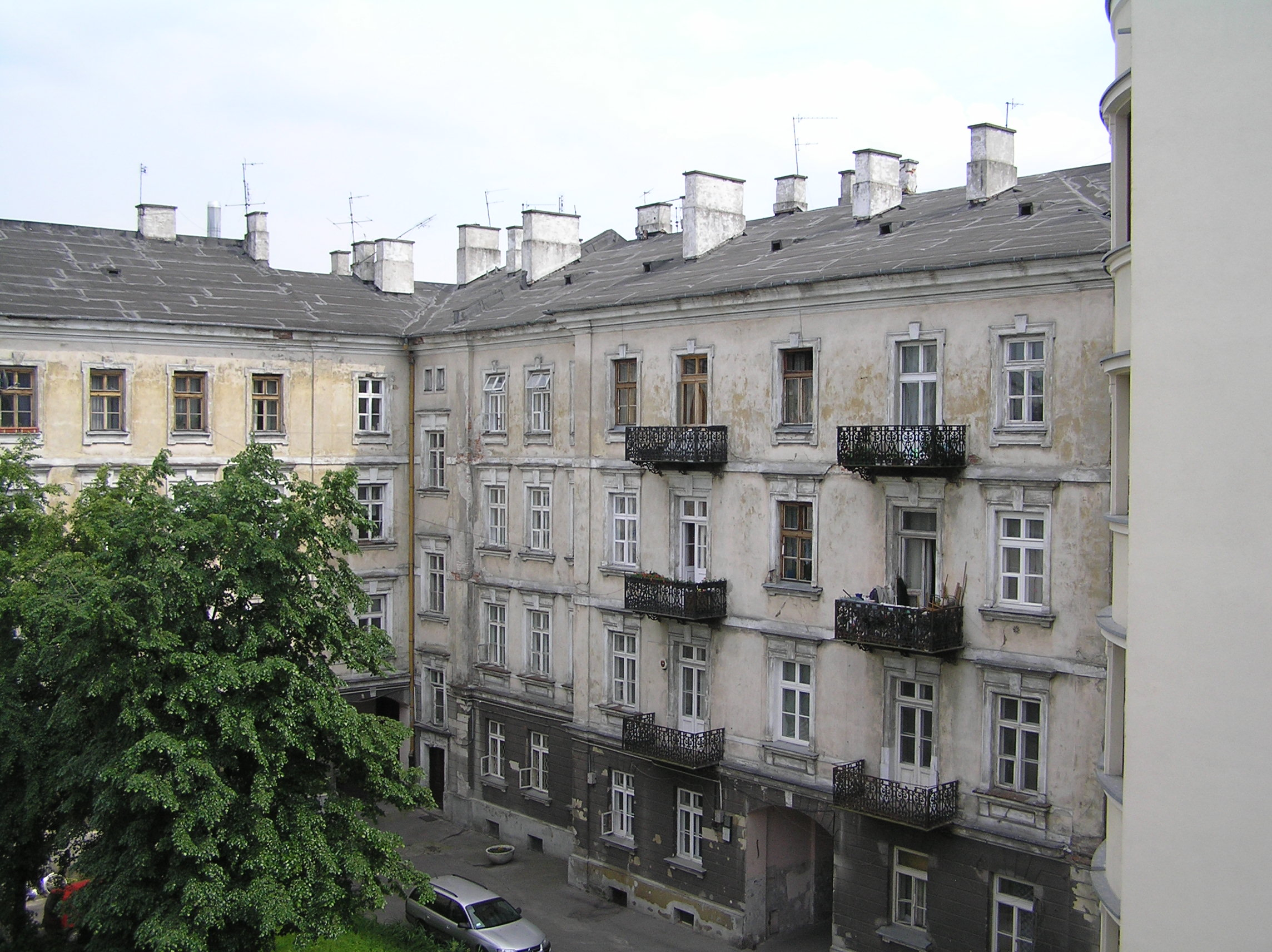
Widok na wewnętrzne podwórze

Kamienica Karmelitów Bosych – budynek ten, zachowany do dziś, jest obiektem dwupiętrowym, pokrytym stromym dachem, obecnie dwuspadowym (do czasu wybudowania oficyn – trójspadowym).
Pierwotnie pomieszczenia połączone były ze sobą w sposób amfiladowy. Kamienica posiadała dwie drewniane, skrajnie umieszczone, klatki schodowe, dostępne z dwóch wąskich, przesklepionych korytarzy, pełniących rolę sieni. Wejścia do budynku zlokalizowano od strony podwórza. Na osi kamienicy zaprojektowano przejazd bramowy prowadzący na pierwszy dziedziniec.
Do XIX wieku nad ryzalitem znajdowała się attyka, a po bokach umieszczone były lukarny, po jednej z każdej strony. Taki widok kamienicy został utrwalony na obrazie Canaletta pt. „Widok Warszawy z tarasu Zamku Królewskiego”, 1773.
Pierwotnie na ścianie szczytowej od strony rzeki znajdowały się okna, teraz ściana stała się ścianą wewnętrzną stykającą się z powstałą obok późniejszą oficyną.
Piwnice i parter przekryte są sklepieniami krzyżowymi lub kolebkami. Stropy nad I i II piętrem są drewniane.

## W kulturze
- Kamienica Karmelitów Bosych jest dwukrotnie uwidoczniona na obrazach Canaletta (w roku 1770 na płótnie zatytułowanym „Widok Warszawy od strony Pragi” oraz na obrazie z roku 1773. pt. „Widok Warszawy z tarasu zamku Królewskiego”). Dzięki tym obrazom można dość dokładnie wydatować powstanie budynku. Na pierwszym obrazie z 1770 r. jest w trakcie budowy, pokryty rusztowaniami i jeszcze bez dachu, a na drugim z 1773 r. jest już ukończony.
- Zarówno same budynki, jak i wnętrza dziedzińców stanowiły wielokrotnie scenerie dla różnych akcji filmowych. W latach dziewięćdziesiątych XX wieku nagrywano film W naszym domu, w 2009 i w 2010 roku na terenie posesji kręcone były fragmenty serialu Samo życie oraz Ten ratuje cały świat. Oprócz tego powstało tutaj wiele różnych reportaży o tematyce historycznej (czasy II wojny światowej), jak i współczesnych wydarzeń.